# Bałagansk
Bałagansk – osiedle typu miejskiego w Rosji, w obwodzie irkuckim. W 2010 roku liczyło 4109 mieszkańców.